# Jozef Plachý
Jozef Plachý (Košice, 28 febbraio 1949) è un ex mezzofondista cecoslovacco, specializzato negli 800 metri piani.

## Biografia
Raggiunse la notorietà internazionale alle Olimpiadi di Città del Messico 1968 quando, diciannovenne, raggiunse la finale degli 800 metri piazzandosi quinto, primo degli europei. Si confermò ai massimi livelli continentali l'anno seguente con il secondo posto ai campionati europei dietro al tedesco orientale Dieter Fromm.
Sempre correndo gli 800 metri, nel 1971 ottenne un sesto posto campionati europei e nel 1972 vinse il campionato europeo indoor. Lo stesso anno, alle Olimpiadi di Monaco di Baviera, mancò di pochissimo l'accesso alla finale: giunse infatti terzo nella seconda delle tre semifinali, superato allo sprint dallo statunitense Dave Wottle, futuro campione olimpico, e dal tedesco occidentale Franz-Josef Kemper.
Dopo essere stato due volte terzo (1973 e 1974) ai campionati europei indoor, partecipò alla sua terza Olimpiade a Montréal 1976, ma fu inaspettatamente eliminato al primo turno.
Nel 1977 fu primo alle Universiadi e fu selezionato per rappresentare l'Europa nella prima edizione della Coppa del mondo, giungendo quinto. Nel 1980 partecipò alla sua quarta Olimpiade, gareggiando questa volta sui 1500 m: riuscì a raggiungere la finale dove si piazzò al sesto posto chiudendo così la sua carriera.

## Palmarès
| Anno | Manifestazione | Sede      | Evento                | Risultato | Prestazione | Note |
| ---- | -------------- | --------- | --------------------- | --------- | ----------- | ---- |
| 1969 | Europei        | Atene     | 800 metri             | Argento   | 1'46"2      |      |
| 1972 | Europei indoor | Grenoble  | 800 metri             | Oro       |             |      |
| 1973 | Europei indoor | Rotterdam | 800 metri             | Bronzo    | 1'49"50     |      |
| 1973 | Europei indoor | Rotterdam | Staffetta 4x720 metri | Argento   |             |      |
| 1974 | Europei indoor | Göteborg  | 800 metri             | Bronzo    |             |      |
| 1977 | Universiadi    | Sofia     | 800 metri             | Oro       |             |      |

## Altre competizioni internazionali
1977
- 5º in Coppa del mondo ( Düsseldorf), 800 m piani - 1'45"53